# BD+20594 b
BD+20594 b —  экзопланета у звезды BD+20594 в созвездии Овна в 500 световых годах от Земли, открытая космическим телескопом «Кеплер». Возможно является планетой земной группы.
Экзопланета земной группы была впервые обнаружена транзитным методом 28 января 2016 года астрофизиком Нестором Эспиноса и его командой из католического университета Чили в рамках миссии «K2» космического телескопа «Кеплер». Планета была подтверждена с помощью метода Доплера на наземном инструменте HARPS, который находится в обсерватории «Ла-Силья» в Чили (Европейская южная обсерватория).
Диаметр BD+20594 b составляет половину диаметра планеты Нептун, и превышает земной в 2,23 раза. Масса планеты превышает массу Земли в 16,3 раза. Как считают авторы статьи об открытии, средняя плотность этой планеты говорит о том, что она лежит на границе между «возможно скалистыми» и «нескалистыми» по составу планетами.

## Характеристики
- Плотность 7,89 г/см³[7]. Для сравнения, средняя плотность Земли 5,514 г/см³.